# 青干金枪鱼
小黃鰭鮪（學名；），又名長腰鮪、黑鰭串、串仔、長實、長翼，為为鯖科金枪鱼属的其中一種。可做為食用魚、遊釣魚。

## 特征
本魚身体呈纺锤形，體長可達0.7米。第二個背鰭比第一背鰭更高，胸鰭是短的到中等長度，泳鰾不存在或不發達。下側與腹面銀白色有無色的被排列成水平導向的列的細長的橢圓形的斑點，背鰭、胸鰭與腹鰭是黑色;第二個背鰭與臀鰭的頂端褪色成黃色，臀鰭是銀色，背部與肛門的離鰭是黃色的有淺灰色的邊緣，尾鰭是黑色。

## 习性
棲息深度50-2473公尺，棲息在沿海水質混濁的海域，成群活動，屬肉食性，以魚類、頭足類、甲殼類為食。

## 分布
分布於印度西太平洋區，從紅海至新幾內亞，北從日本至澳洲海域。

## 外部連結
維基物種上的相關：青干金槍魚